# Nicosia (Italia)
Nicosia (Nẹcọscia in galloitalico di Sicilia; Nicusìa in siciliano) è un comune italiano di 12 477 abitanti del libero consorzio comunale di Enna in Sicilia.
Sede di diocesi, Nicosia sorge sui declivi di quattro rupi su cui spiccano i ruderi del castello medievale. Nicosia, 'città di San Nicolò', sarebbe stata fondata in età bizantina attorno al VII secolo. Ruggero ripopolò Nicosia con genti lombarde che conferirono alla città un particolarissimo dialetto galloitalico, tuttora parlato dagli adulti. Federico II arricchì la cultura e l'arte della città. Nicosia fu “città demaniale” fin dal XII secolo possedendo numerosi feudi e incrementando il proprio patrimonio architettonico ed artistico che, correndo attraverso il rinascimento e l'era barocca, giunge fino all'Ottocento con i raffinati palazzi gentilizi della "città dei 24 baroni".

## Geografia fisica

### Territorio
Il territorio di Nicosia, classificato di montagna e caratterizzato da una folta e lussureggiante vegetazione boschiva, presenta un profilo irregolare, si raggiungono i 1.558 metri di quota.
È situata nella parte nord-occidentale della provincia di Enna, al confine con quelle di Palermo e Messina, alle pendici del monte Bauda, nella valle del fiume Salso.
Fa parte della Riserva Naturale orientata dei Monti Sambughetti e Campanito e Monte Altesina.

### Clima
Il clima è mite, classico delle regioni mediterranee. Essendo situata a 724 metri sul livello del mare, presenta inverni freddi ed umidi con temperature che scendono fin sotto lo zero durante i picchi minimi.
| NICOSIA             | Mesi | Mesi | Mesi | Mesi | Mesi | Mesi | Mesi | Mesi | Mesi | Mesi | Mesi | Mesi | Stagioni | Stagioni | Stagioni | Stagioni | Anno |
| NICOSIA             | Gen  | Feb  | Mar  | Apr  | Mag  | Giu  | Lug  | Ago  | Set  | Ott  | Nov  | Dic  | Inv      | Pri      | Est      | Aut      | Anno |
| ------------------- | ---- | ---- | ---- | ---- | ---- | ---- | ---- | ---- | ---- | ---- | ---- | ---- | -------- | -------- | -------- | -------- | ---- |
| T. max. media (°C)  | 5,5  | 11,5 | 17,8 | 22,4 | 27,8 | 31,5 | 32,2 | 31,2 | 22,5 | 17,1 | 12,3 | 8,4  | 8,5      | 22,7     | 31,6     | 17,3     | 20,0 |
| T. min. media (°C)  | 2,1  | 2,8  | 10,5 | 13,4 | 16,5 | 19,7 | 22,5 | 22,3 | 16,4 | 10,9 | 7,2  | 3,7  | 2,9      | 13,5     | 21,5     | 11,5     | 12,3 |
| Precipitazioni (mm) | 78   | 56   | 71   | 49   | 39   | 22   | 7    | 19   | 38   | 82   | 74   | 106  | 240      | 159      | 48       | 194      | 641  |
| Giorni di pioggia   | 9    | 9    | 9    | 7    | 4    | 3    | 1    | 2    | 5    | 7    | 8    | 11   | 29       | 20       | 6        | 20       | 75   |

## Storia
(Giuseppe Beritelli e La Via barone di Spataro, Notizie Storiche di Nicosia, Palermo, 1852)
L'origine antica di Nicosia è incerta; Engio, Erbita e Imachara sono le tre città dell'antichità con cui gli storici hanno cercato di identificare Nicosia, ma non esistono prove certe.
Sotto la dominazione dei bizantini, Nicosia fece parte di un sistema di città fortificate. Dopo la conquista da parte dei Normanni, durante il processo di latinizzazione della Sicilia, Nicosia venne ripopolata da una colonia di lombardi (in realtà popolazioni germaniche stanziate nel nord Italia). Con l'arrivo dei "lombardi", i quali si stanziarono nella parte alta del borgo nel quartiere di Santa Maria perché aveva come chiesa di riferimento Santa Maria Maggiore di rito latino, la popolazione greco-bizantina si spostò nella parte più bassa fondando un nuovo quartiere che gravitava intorno alla chiesa di rito greco di San Nicolò (o San Nicola), detta San Nicolò del Piano. La difficile convivenza tra i lombardi, detti anche Mariani, e i greco-bizantini, detti anche Nicoleti, degenerò, sin dall'inizio, in una vera e propria lotta etnica. Ma dal Quattrocento, questa rivalità tra Mariani e Nicoleti, da contrasto etnico si trasformò più in un antagonismo religioso, per imporre l'una o l'altra chiesa come chiesa madre. Tracce dell'immigrazione lombarda rimangono ancora oggi nel dialetto parlato a Nicosia e che viene detto gallo-italico.

Nel Medioevo Nicosia divenne la quarta città demaniale della Sicilia, preceduta solo da Palermo, Messina, e Catania; sotto gli Svevi ebbe una grande ascesa e nel 1209 venne nominata Civitas Costantissima da Federico II.

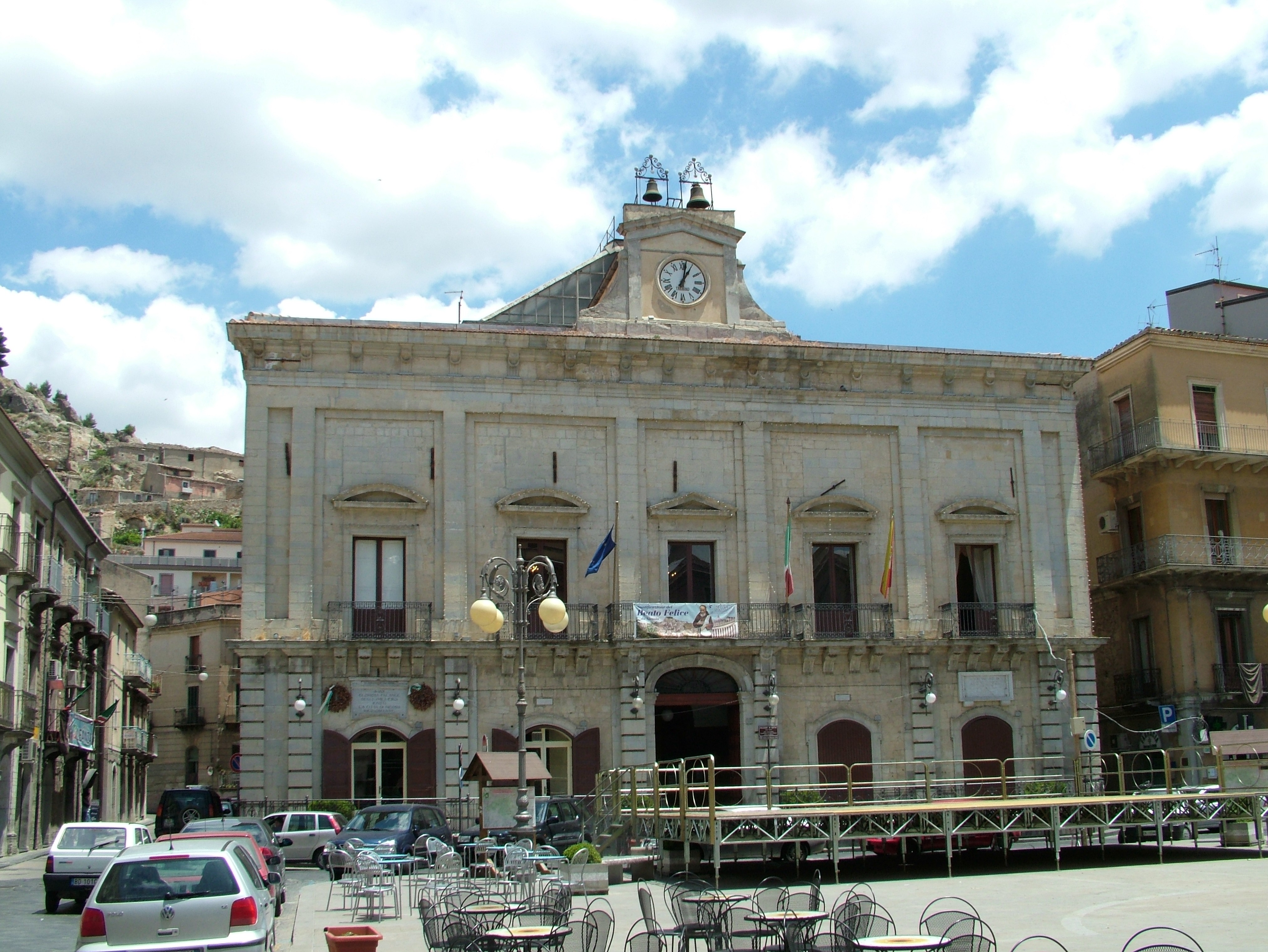
Il municipio

 Durante la dominazione degli Spagnoli, ricevette nel 1535 la visita dell'imperatore Carlo V d'Asburgo. Gli artigiani del luogo, in tale occasione, realizzarono un apposito piccolo trono, che viene tuttora conservato nella Basilica di S. Maria Maggiore e che è appunto ricordato come sedia di Carlo V. Nel 1700 a Nicosia si contavano 24 baroni, due marchesi, un conte e più di 260 famiglie nobili. Essendo città demaniale c'era un gran numero di chiese ed istituti religiosi: agli inizi del '700 si contavano 84 chiese, sei conventi e quattro monasteri.
Sotto i Borbone nel 1817 Nicosia divenne sede vescovile (prima dipendeva dall'arcidiocesi di Messina), con l'erezione a cattedrale della chiesa di San Nicolò. Sotto Vittorio Emanuele II di Savoia, Nicosia divenne capoluogo di circondario e tale rimase fino al 1927, quando passò dalla provincia di Catania alla nuova provincia di Enna.
Il comune vanta un considerevole patrimonio artistico e naturalistico ereditato dal suo passato di città demaniale, tra cui il soffitto ligneo dipinto (sito nella Cattedrale di San Nicolò e attualmente non accessibile per lavori di restauri); due chiese, Santa Maria Maggiore (nel 1825) e San Nicolò (nel 1967), sono state erette a basilica minore. Oggi tra le viuzze della città si possono scorgere bellissimi palazzi nobiliari e molte chiese con opere di interesse storico - artistico tra cui la chiesa di San Vincenzo Ferreri con dipinti di Guglielmo Borremans (anno 1717), la chiesa di San Calogero con dipinti di Filippo Randazzo e la chiesa di San Biagio con meravigliosi stucchi rococò. Nel territorio si contano due Riserve Naturali, Monte Campanito-Sambughetti e Monte Altesina.
Fa parte del comune di Nicosia la frazione di Villadoro.

## Monumenti e luoghi d'interesse

### Architetture religiose

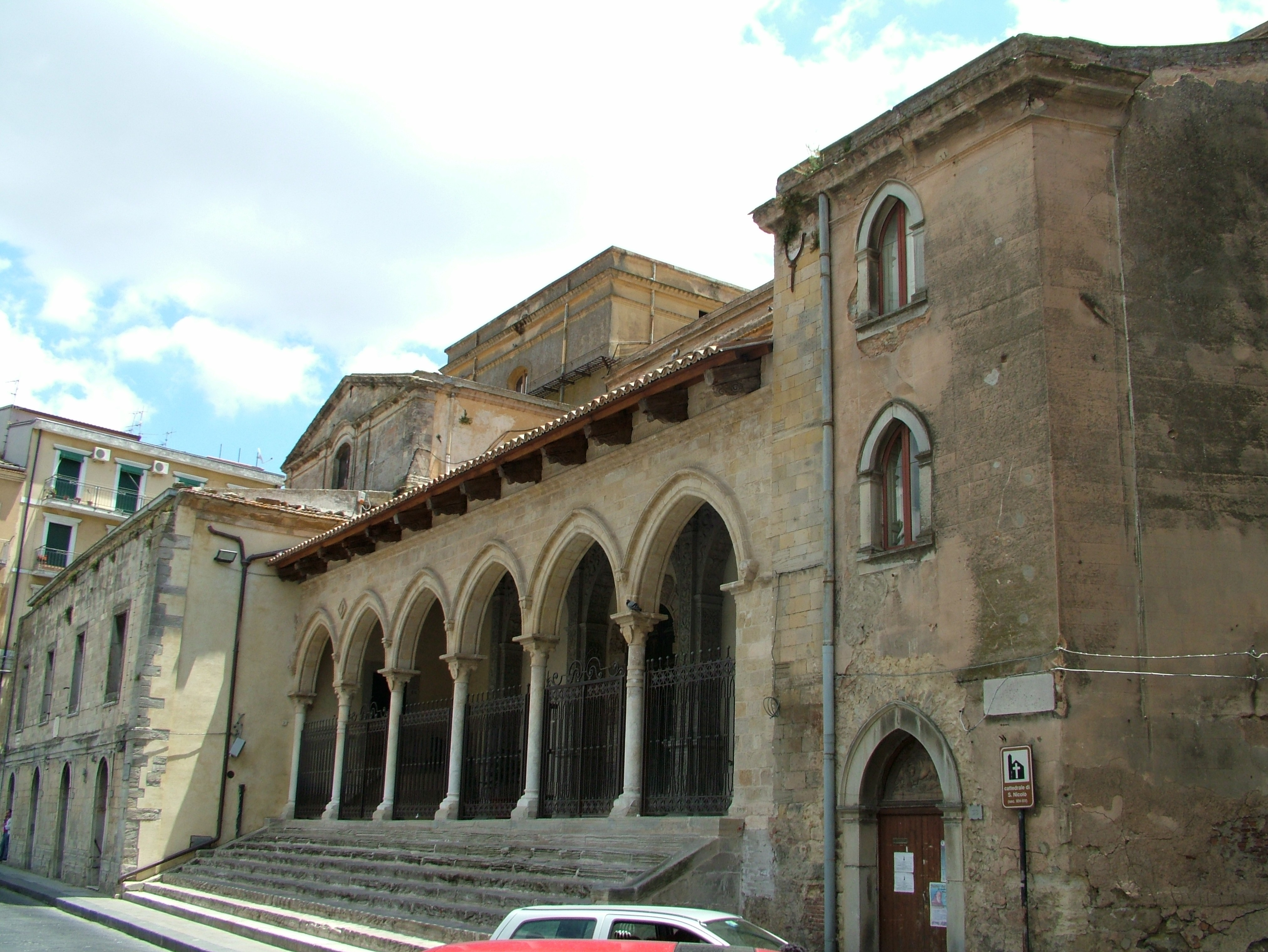
La cattedrale di San Nicolò

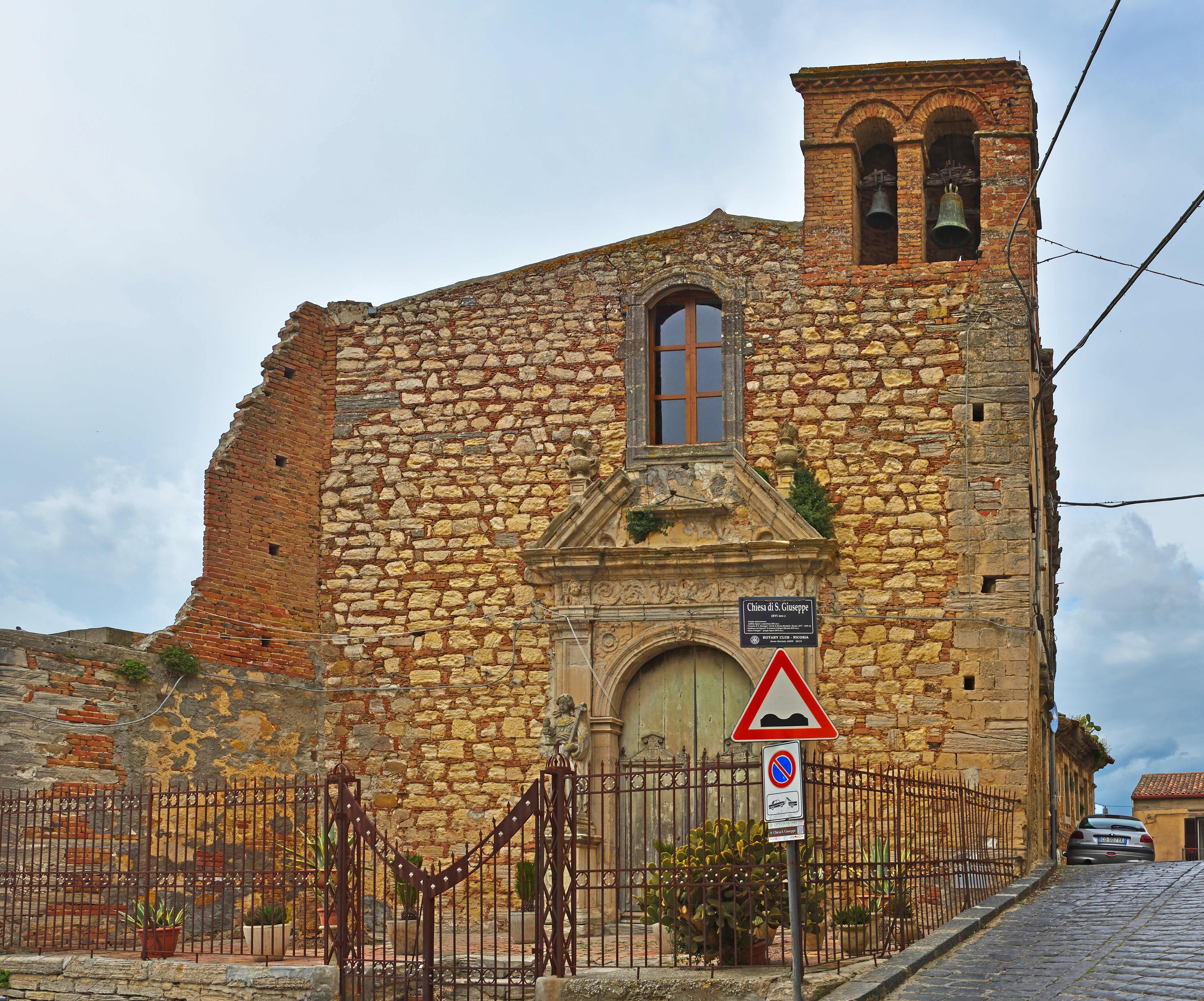
Chiesa di San Giuseppe

- Cattedrale di Nicosia, dedicata a san Nicola di Bari, fu edificata intorno al 1340 come ampliamento di una preesistente cappella e ha subito notevoli trasformazioni nel corso dei secoli. Il 17 marzo 1817, con bolla di Pio VII, fu eretta a cattedrale, ed è stata insignita dello status di basilica minore il 19 giugno 1967 da papa Paolo VI. È stata dichiarata monumento nazionale con R.D. del 21 novembre 1940. Presenta un portale maggiore di stile gotico-normanno, adornato da una ornamentazione di motivi romanici in cui predominano le foglie d'acanto. Il portico che guarda a nord, verso la piazza Garibaldi, coperto da un tetto spiovente, è invece opera degli scultori Gabriele di Battista e Andrea Mancino, che lo realizzarono nel 1489-90. L'interno presenta il trittico marmoreo del "Redentore" e il fonte battesimale, scolpito in marmo con raffigurazioni di "Adamo ed Eva nell'Eden" di Antonello Gagini. Al di sopra dell'attuale volta a botte, affrescata dai fratelli Antonio e Vincenzo Manno di Palermo nel 1810, si conserva il soffitto ligneo dipinto dell'arte pittorica siciliana del '400. Mentre il san Bartolomeo di Jusepe de Ribera detto lo Spagnoletto ora si trova custodito presso il Museo Diocesano di Arte Sacra nei locali della Chiesa di San Biagio.
- Chiesa di San Nicolò il ''Petit'', detta anche San Nicolò il Piccolo o del Castello, la più antica del paese, secondo un'iscrizione risalente all'820.[11] Tempio di rito greco in epoca normanna.[11] Primitivo duomo derivato in chiesa di San Nicolò al Piano.[11]
- Basilica di Santa Maria Maggiore, del periodo normanno, venne consacrata nel 1267 e crollata nel 1757 a causa di una frana, venne ricostruita nel 1767 in un altro luogo e completata nel 1904, storicamente è la chiesa della comunità di rito latino (Mariani), elevata a basilica minore nel 1825. Ingloba la chiesa di Santa Maria della Scala, tempio normanno fondato intorno all'anno 1000.[11]
- Chiesa di San Vincenzo Ferreri, con affreschi del pittore fiammingo Guglielmo Borremans, anno 1717.
- Chiesa di San Michele Arcangelo, chiesa di epoca normanna, la cui facciata è stata rifatta nel 1700. Aggregato un primitivo monastero dell'Ordine basiliano, in seguito dell'Ordine benedettino.[12]
- Chiesa di Santa Maria degli Angeli e convento dell'Ordine dei frati minori cappuccini.
- Chiesa di Santa Maria di Gesù dell'Ordine dei frati minori osservanti 1450[13]
- Chiesa di Sant'Anna dell'Ordine dei frati minori cappuccini 1546[13] e poi una con lo stesso titolo al Giardinello
- Chiesa della Santissima Vergine del Soccorso e monastero femminile dell'Ordine benedettino sotto il titolo di «Santa Domenica»[14]
- Chiesa di San Vincenzo Ferreri e monastero femminile dell'Ordine domenicano 1555[15]
- Chiesa ed ex monastero di San Biagio; dal 2018 ospita al suo interno il Museo Diocesano di Arte Sacra della Diocesi di Nicosia

| - Chiesa di Santa Croce - Chiesa di Santa Lucia - Chiesa di Santa Maria dell'Itria di Contrada San Giacomo - Chiesa di Santa Maria Odigitria di Contrada Magnana - Chiesa di Sant'Agostino di Contrada Murata - Chiesa del Calvario - Chiesa del Sacro Cuore - Chiesa del Santissimo di Largo Duomo - Chiesa del Santissimo Salvatore di Largo Santissimo Salvatore XII secolo - Chiesa della Madonna del Carmelo 1125 - Chiesa della Madonna del Rosario - Chiesa della Sciabica - Chiesa delle Grazie - Chiesa di San Benedetto - Chiesa di San Biagio e monastero dell'Ordine benedettino - Chiesa di San Calogero | - Chiesa di San Cataldo e convento dell'Ordine dei frati predicatori di San Domenico - Chiesa di San Domenico - Chiesa di San Felice - Chiesa di San Filippo Neri - Chiesa di San Francesco d'Assisi - Chiesa di San Francesco di Paola 1605 - Chiesa di San Giacomo - Chiesa di San Giuseppe - Chiesa di San Paolo Apostolo - Chiesa di Sant'Agata - Chiesa di Sant'Andrea - Chiesa di Sant'Antonino, tempio riedificato sotto il titolo di «San Rocco» - Chiesa di Sant'Antonio Abate - Chiesa di Sant'Eligio - Chiesa Biblica Cristiana Nicosia (UCBC) - Missione Evangelistica "Nuova Pentecoste" - Oratorio della Santissima Trinità - Chiesa dei Santi Simone e Giuda |

Nel 1852 sono documentate ben 44 chiese (14 nel rione di Santa Maria e 30 in quello di San Nicolò), un numero imprecisato di sodalizi, fratellanze, compagnie, confraternite, congregazioni, opere pie, unioni o aggregazioni. Già in epoca sveva era documentata una delle casazze più prolifiche dell'intera isola.

### Altri monumenti e luoghi di interesse

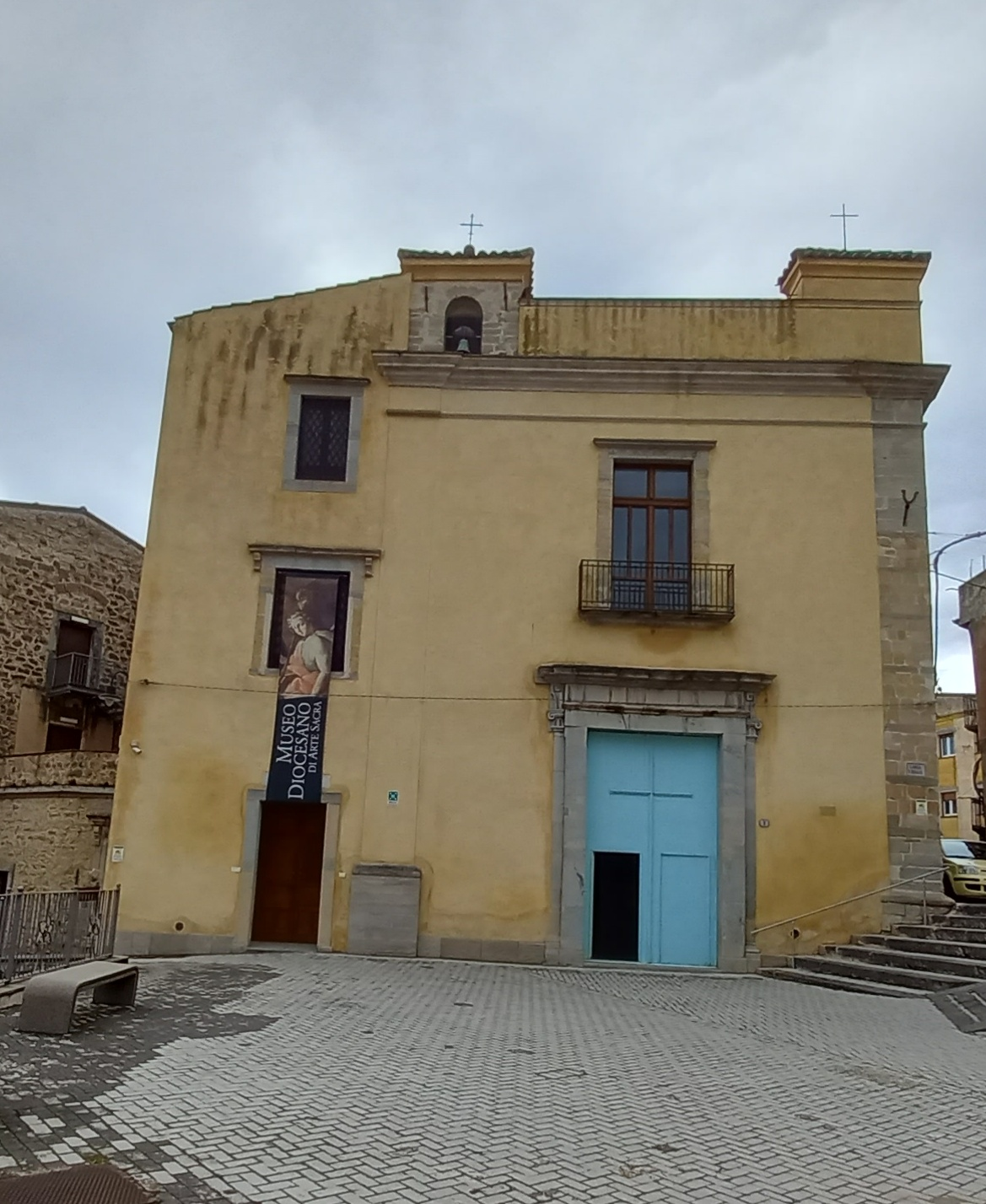
Chiesa di san Biagio e Museo Diocesano

- Castello normanno, ormai in rovina, rimane in buone condizioni il ponte normanno
- Municipio comunale (del XIX secolo)
- Palazzo Falco
- Palazzo Cirino (che contiene al suo interno l'affresco "Il giudizio di Paride" del pittore Natale Attanasio)
- Palazzo Marrocco
- Palazzo Nicosia
- Palazzo La Via
- Palazzo La Motta di S. Silvestro
- Palazzo Vescovile del XVIII secolo
- Torre campanaria della Cattedrale di San Nicolò (XIV secolo)
- Torre dell'Orologio (Sec. XIX) costruito sopra i resti della vecchia Chiesa di Santa Maria Maggiore
- Museo Diocesano di Arte Sacra - Chiesa di San Biagio
- Monumento ai Caduti, dello scultore Pietro Piraino

## Cultura

### Istruzione

#### Scuole
Le scuole più rilevanti sono il Liceo Classico, il Liceo Scientifico, il Liceo delle Scienze Umane, l'Istituto Tecnico Commerciale e per Geometri dell’ “I.I.S. Fratelli Testa” ; per quanto riguarda l'istruzione universitaria, la città si avvale prevalentemente delle vicine Catania e Enna.

### Gastronomia
Prodotti tipici sono nocattoli, braccialetti, pizzillati e mestazzole (mustaccioli).

### Eventi e Tradizioni
Gli eventi e le tradizioni sono legati sia alla tradizione contadina, di ispirazione medievale e soprattutto alle celebrazioni religiose. Tra questi, sono rilevanti il Corteo storico "Carlo V visita Nicosia", che si svolge nel mese di agosto; L'Infiorata “Nicosia in fiore” nel mese di giugno.
Dal punto di vista religioso si ricordano i presepi di cui Nicosia si popola nel periodo natalizio; il cosiddetto "Scröntö" (incontro) che avviene la domenica di Pasqua, in Piazza Garibaldi, quando le confraternite portano in tripudio le statue della Madonna e di Gesù risorto che, grazie ad un congegno meccanico, affiancatesi si abbracciano.
Le Casazze ebbero origine a Genova: il termine deriva dal nome di alcuni edifici (casacce) dove ebbero sede le compagnie dei disciplinanti o flagellanti, formatesi nel capoluogo ligure intorno al 1260. Erano processioni figurate, con personaggi in costume d'epoca divisi in gruppi simboleggianti episodi dell'Antico e del Nuovo Testamento.
A Genova l'usanza si è perduta all'inizio del XIX secolo, ma è sopravvissuta a Savona e in altri paesi liguri, nonché in Sicilia, ove si era diffusa nel Cinquecento grazie alle strette relazioni commerciali tra Genova e Palermo.
In Sicilia, la diffusione di tale rappresentazione fu conseguenza e parte integrante dell'opera di latinizzazione del rito religioso operata dai governanti nei confronti di un popolo isolano pesantemente legato al rito ortodosso bizantino e, fra le varie Casazze, quella di Nicosia era certamente la più grandiosa, come riferisce S. A. Guastella nel suo libretto di utili cognittioni (sec. XVII)
Degne di attenzione sono la festa in onore del compatrono San Felice da Nicosia che si svolge l'ultima domenica di agosto e quella in onore della Madonna dell'Aiuto (terza domenica di settembre), quest'ultima da sempre nota per la grande folla che nutre al suo seguito, che la rende la processione più partecipata dopo quella del venerdì Santo.

## Società

### Evoluzione demografica
Abitanti censiti

### Etnie e minoranze straniere
Al 31 dicembre 2013 gli stranieri residenti a Nicosia sono 167. Le comunità più numerose sono:
- Romania: 118
- Cina: 11
- Bielorussia: 8
- Albania: 7

## Amministrazione

### Stemma comunale
Lo stemma comunale è rappresentato da una croce bianca in campo rosso con scritte R, B, C, I (Regia Baronia Casaleni Inferiore), come recita l'art. 5 dello Statuto del Comune di Nicosia.
Una sua versione semplificata appariva sullo stemma della provincia regionale di Catania, in vigore fino al 2015, quando l'ente fu sostituito dalla Città metropolitana omonima. Ciò perché la cittadina faceva parte di quella provincia all'epoca della concessione dello stemma, nel 1883.

### Sindaci di Nicosia (dal 1944)
| Periodo        | Periodo        | Primo cittadino         | Partito                            | Carica                    | Note |
| -------------- | -------------- | ----------------------- | ---------------------------------- | ------------------------- | ---- |
| gennaio 1944   | settembre 1944 | Giuseppe Salomone       | Democrazia Cristiana               | Sindaco                   |      |
| settembre 1944 | gennaio 1945   | Giuseppe Fasullo        |                                    | Commissario prefettizio   |      |
| gennaio 1945   | aprile 1946    | Antonino Bruno          | Democrazia Cristiana               | Sindaco                   |      |
| aprile 1946    | giugno 1952    | Francesco Insinga       | Democrazia Cristiana               | Sindaco                   |      |
| giugno 1952    | luglio 1956    | Giuseppe Salomone       | Democrazia Cristiana               | Sindaco                   |      |
| luglio 1956    | novembre 1960  | Rosario Campo           | Democrazia Cristiana               | Sindaco                   |      |
| novembre 1960  | aprile 1970    | Salvatore Motta         | Democrazia Cristiana               | Sindaco                   |      |
| aprile 1970    | novembre 1973  | Nicolò Vanadia          | Democrazia Cristiana               | Sindaco                   |      |
| novembre 1973  | luglio 1975    | Michele D'Alessandro    | Democrazia Cristiana               | Sindaco                   |      |
| luglio 1975    | settembre 1977 | Antonino Rizzo          | Democrazia Cristiana               | Sindaco                   |      |
| settembre 1977 | maggio 1978    | Michele D'Alessandro    | Democrazia Cristiana               | Sindaco                   |      |
| maggio 1978    | marzo 1979     | Costantino Angilello    | Democrazia Cristiana               | Sindaco                   |      |
| marzo 1979     | giugno 1979    | Antonino Rizzo          | Democrazia Cristiana               | Sindaco                   |      |
| luglio 1979    | luglio 1980    | Michele Agozzino        | Democrazia Cristiana               | Sindaco                   |      |
| luglio 1980    | febbraio 1983  | Nicolò Messina          | Democrazia Cristiana               | Sindaco                   |      |
| febbraio 1983  | novembre 1985  | Antonio Casale          | Democrazia Cristiana               | Sindaco                   |      |
| novembre 1985  | gennaio 1987   | Giovanni Composto       | Democrazia Cristiana               | Sindaco                   |      |
| gennaio 1987   | novembre 1987  | Antonio Casale          | Democrazia Cristiana               | Sindaco                   |      |
| novembre 1987  | agosto 1990    | Giovanni Composto       | Democrazia Cristiana               | Sindaco                   |      |
| agosto 1990    | luglio 1991    | Antonio Casale          | Democrazia Cristiana               | Sindaco                   |      |
| luglio 1991    | settembre 1991 | Ornella Miritello       | Democrazia Cristiana               | Sindaco                   |      |
| settembre 1991 | agosto 1992    | Salvatore Pidone        | Democrazia Cristiana               | Sindaco                   |      |
| agosto 1992    | gennaio 1993   | Giorgio Bruno           | Democrazia Cristiana               | Sindaco                   |      |
| febbraio 1993  | dicembre 1993  | Calogero Ricciardo      |                                    | Commissario prefettizio   |      |
| dicembre 1993  | novembre 1997  | Piergiacomo La Via      | Partito Democratico della Sinistra | Sindaco                   |      |
| novembre 1997  | 2002           | Piergiacomo La Via      | Democratici di Sinistra            | Sindaco                   |      |
| 2002           | maggio 2007    | Giuseppe Castrogiovanni | Alleanza Nazionale                 | Sindaco                   |      |
| maggio 2007    | maggio 2012    | Antonello Catania       | Democratici di Sinistra            | Sindaco                   |      |
| maggio 2012    | dicembre 2014  | Sergio Malfitano        | Unione di Centro                   | Sindaco                   |      |
| gennaio 2015   | giugno 2015    | Margherita Rizza        |                                    | Commissario Straordinario |      |
| giugno 2015    | In carica      | Luigi Bonelli           | Movimento per l'Autonomia          | Sindaco                   |      |

## Infrastrutture e trasporti
Il comune è interessato dalle seguenti direttrici stradali:
- .dell'Etna e delle Madonie

## Sport
Nel calcio l'U.S. Nicosia 1966 ha militato a lungo nei campionati regionali ottenendo come miglior risultato il 2º posto nel campionato di Promozione nel 1995. Nella pallavolo maschile i Diavoli Rossi Nicosia hanno militato anche in serie B1 conquistando i play off per la serie A e vincendo la Coppa Italia Serie B nell'annata 2004-2005. 

## Galleria d'immagini

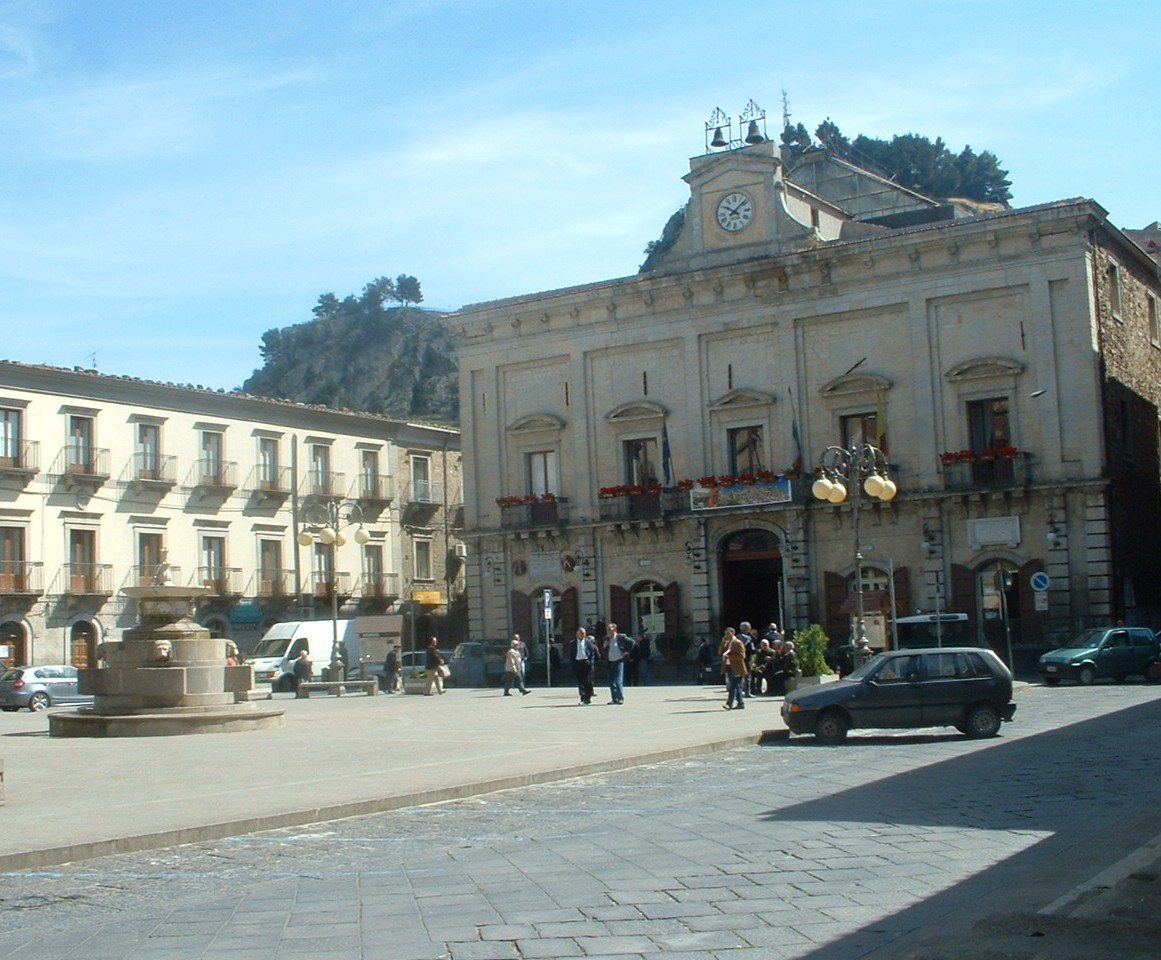
Piazza Garibaldi e Palazzo Municipale.
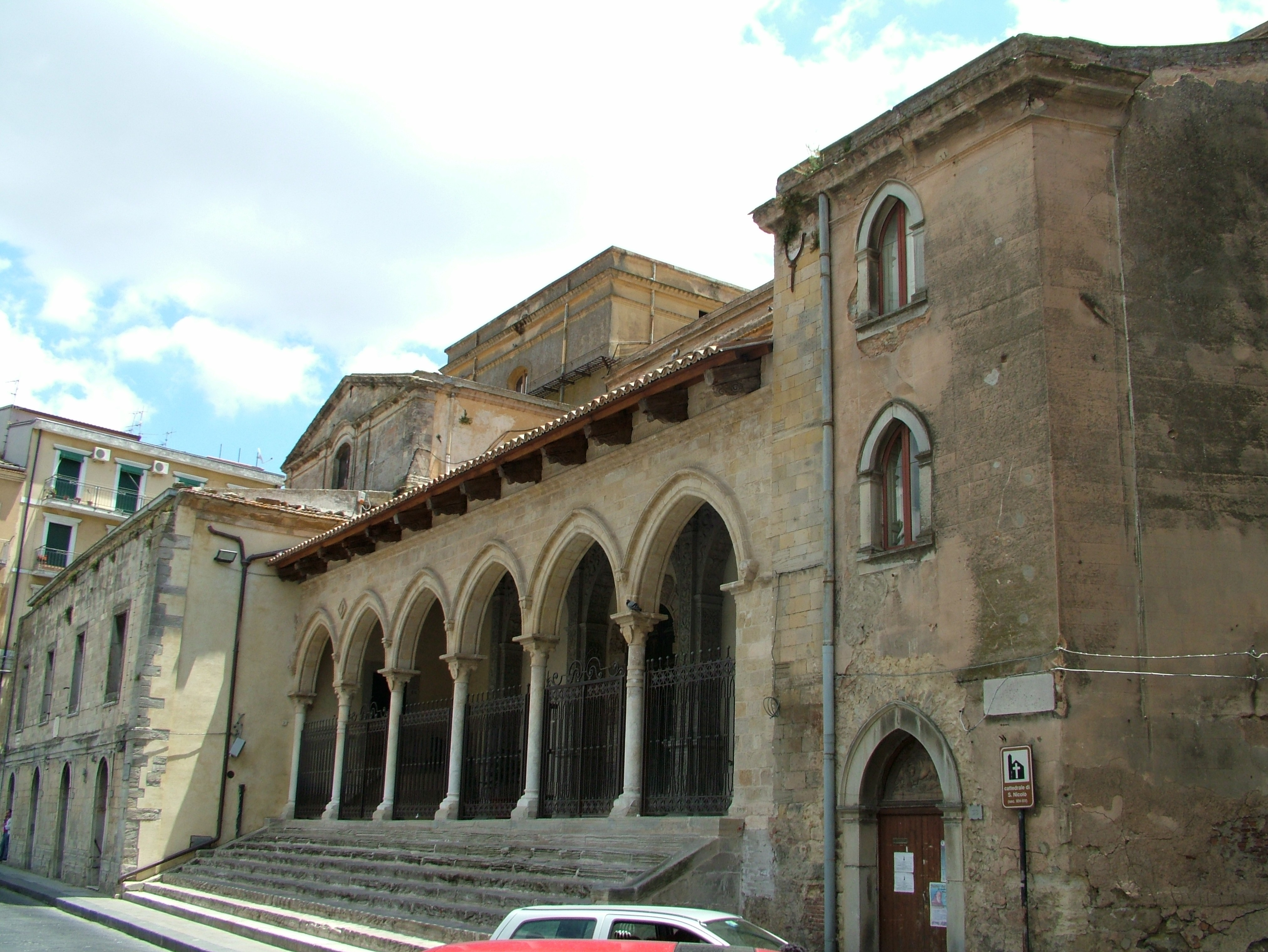
Cattedrale di San Nicolò.
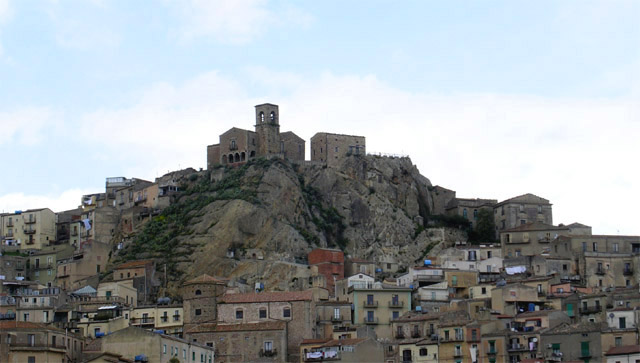
Chiesa del SS. Salvatore.
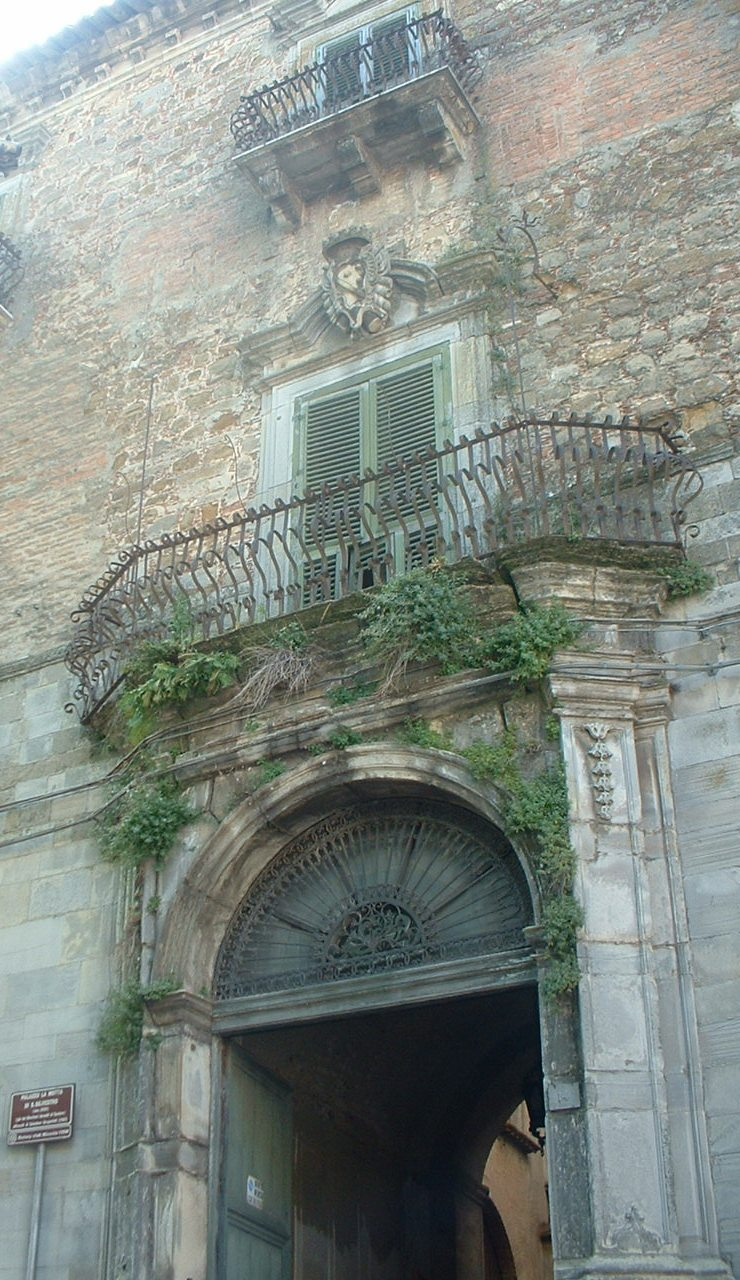
Facciata del Palazzo La Motta di San Silvestro (XVIII secolo)
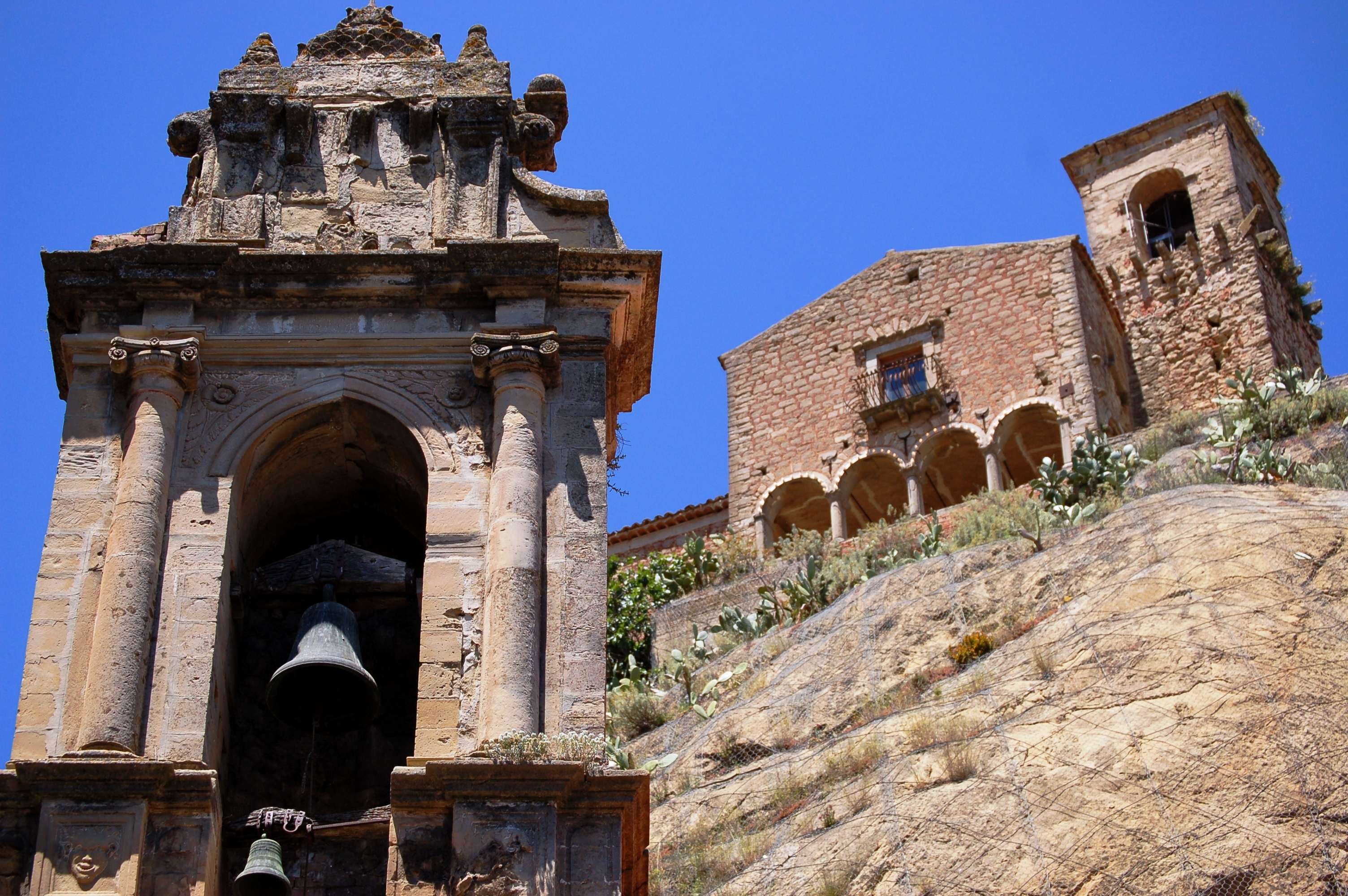
Campanile di Sant'Antonio Abate
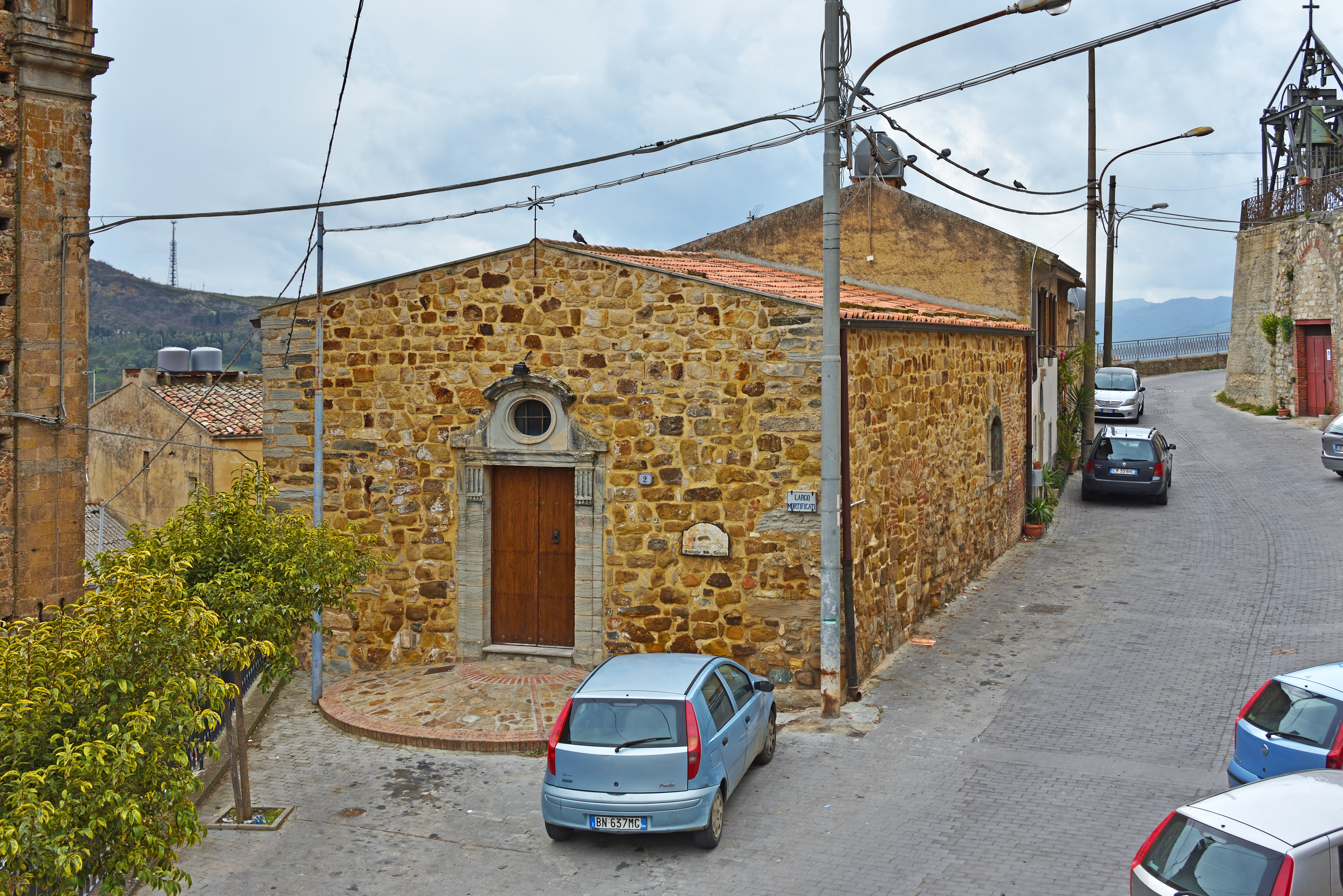
Oratorio della Santissima Trinità
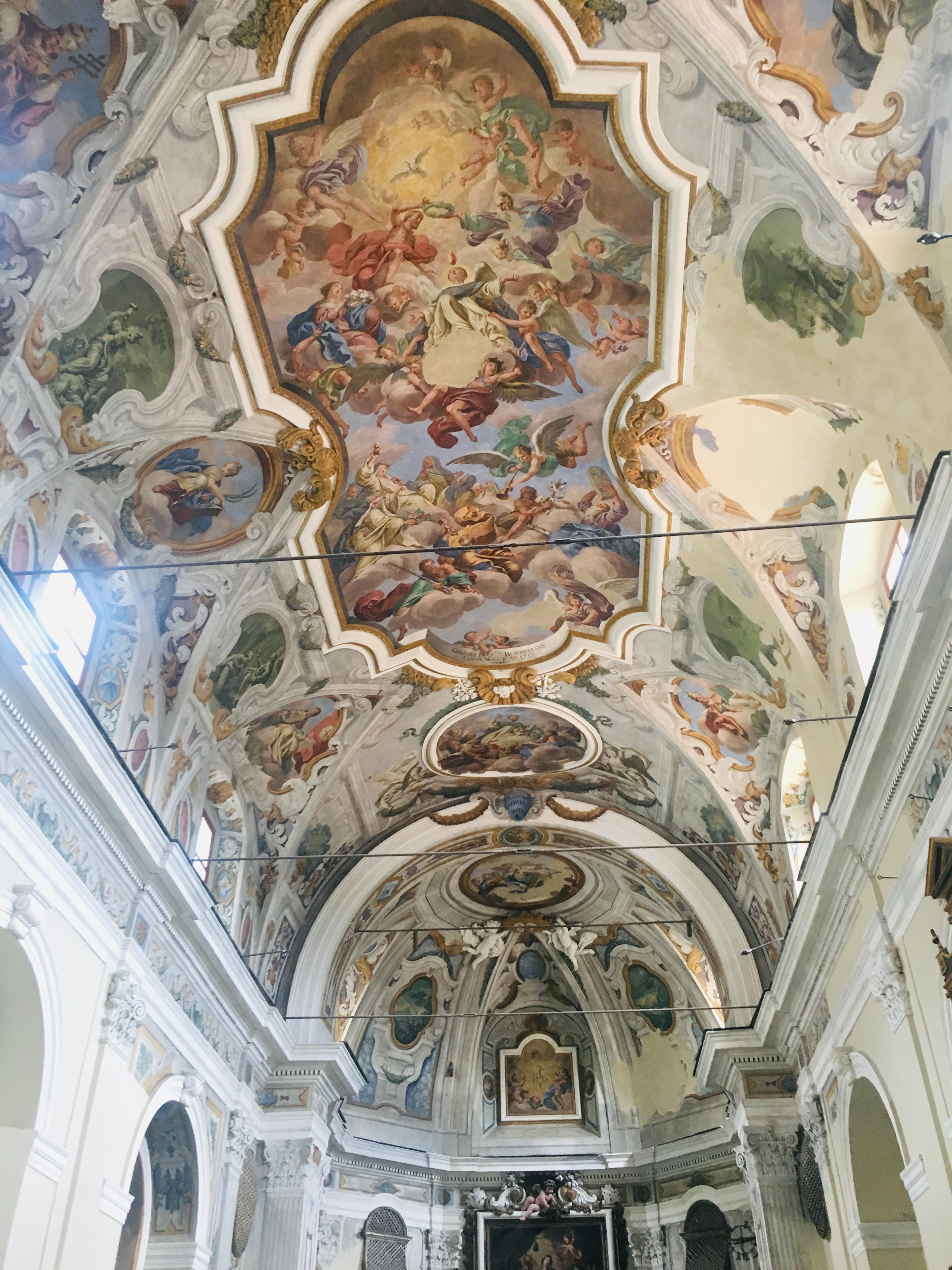
Chiesa di San Vincenzo Ferreri (interno)
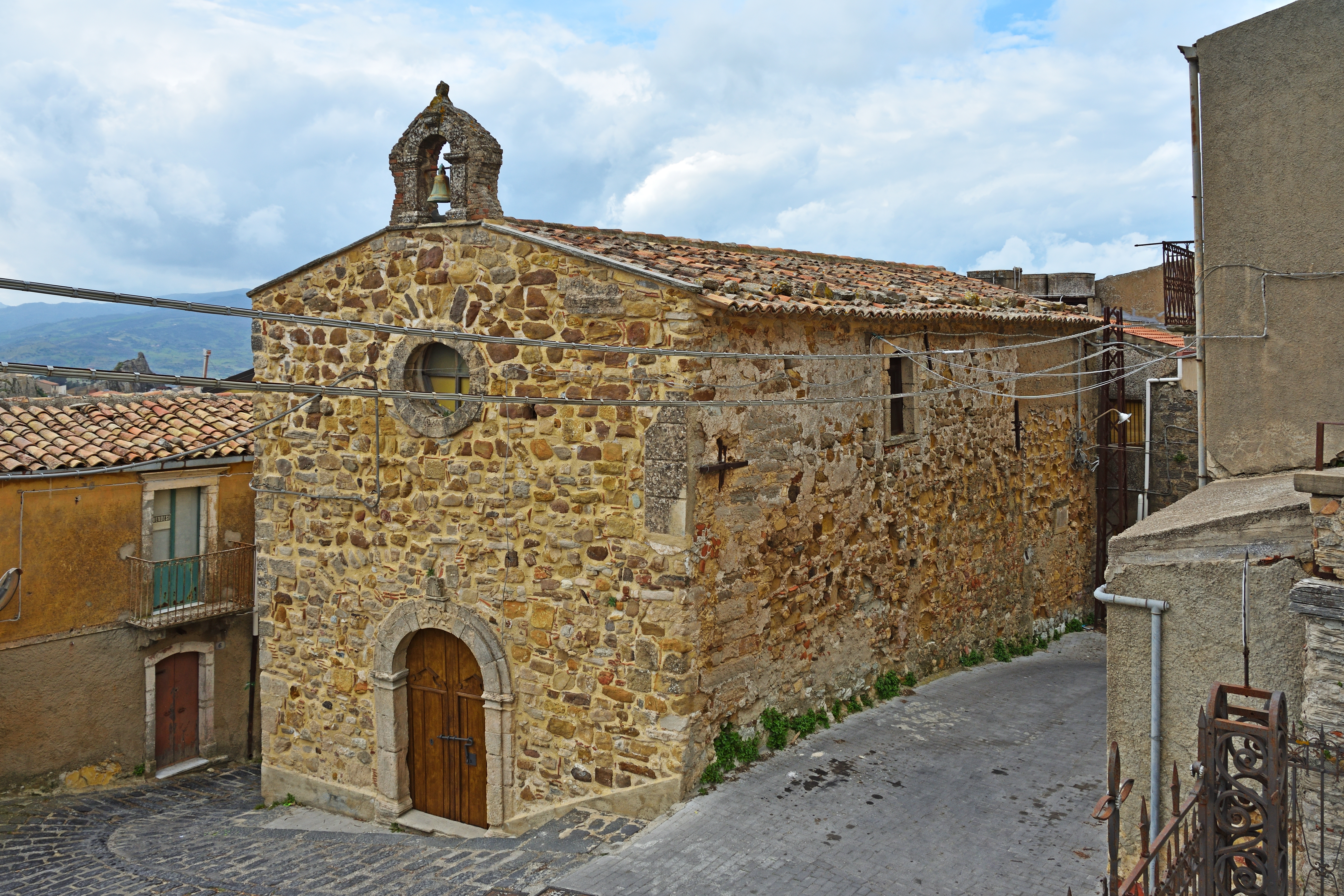
Chiesa di San Sebastiano